# I. e. 310-es évek
Évszázadok: i. e. 5. század – i. e. 4. század – i. e. 3. század
Évtizedek: i. e. 350-es évek – i. e. 340-es évek – i. e. 330-as évek – i. e. 320-as évek – i. e. 310-es évek – i. e. 300-as évek – i. e. 290-es évek – i. e. 280-as évek – i. e. 270-es évek – i. e. 260-as évek – i. e. 250-es évek
Évek: i. e. 319 – i. e. 318 – i. e. 317 – i. e. 316 – i. e. 315 – i. e. 314 – i. e. 313 – i. e. 312 – i. e. 311 – i. e. 310